# Plagiostenopterina cinctaria
Plagiostenopterina cinctaria är en tvåvingeart som beskrevs av Friedrich Georg Hendel 1914. Plagiostenopterina cinctaria ingår i släktet Plagiostenopterina och familjen bredmunsflugor.
Artens utbredningsområde är Sri Lanka. Inga underarter finns listade i Catalogue of Life.